# Haustellum haustellum
Haustellum haustellum (nomeada, em inglês, snipe's head murex, snipe's bill murex ou woodcock murex; na tradução para o português, "Murex cabeça de narceja", "Murex bico de narceja" ou "Murex galinhola") é uma espécie de molusco gastrópode marinho do gênero Haustellum, pertencente à família Muricidae da ordem Neogastropoda. Foi classificada por Carolus Linnaeus em 1758, descrita como Murex haustellum (no gênero Murex) em sua obra Systema Naturae; sendo a espécie-tipo de seu gênero. É nativa do Indo-Pacífico e do Pacífico Ocidental; da África Oriental, Madagáscar e Mar Vermelho, até o Sudeste Asiático, nordeste da Austrália (Queensland), Melanésia e Japão.

## Descrição da concha
Concha de até 18.5 centímetros de comprimento, mas geralmente atingindo até 10 centímetros; apresentando espiral baixa, volta corporal bulbosa e longo canal sifonal, com ligeiro desvio em sua porção final. Apresenta três varizes, de coloração distinta, por volta; barradas de castanho e creme, desprovidas de longos espinhos. Superfície da concha estriada; dotada de marcações, em relevo, com coloração mais escura. Seu lábio externo e columela se projetam para fora de sua abertura ovalada, possuindo coloração rosada ou alaranjada. Opérculo córneo, de coloração castanha e esculpido com anéis concêntricos.

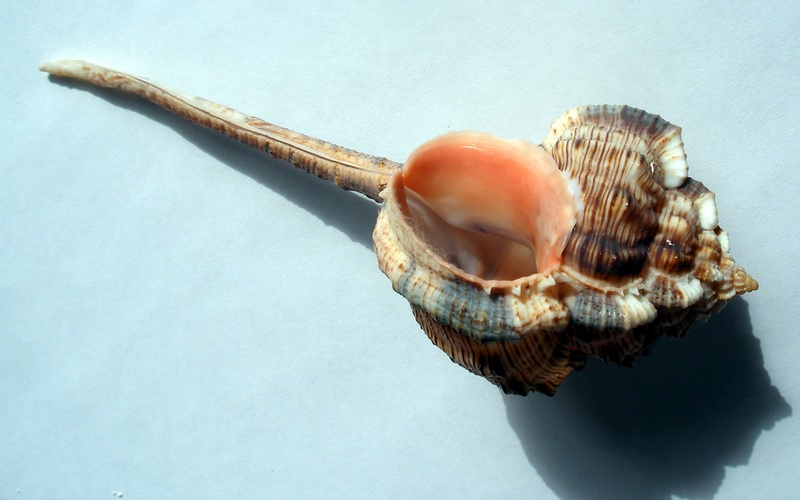
Fotografia mostrando a expansão na abertura de uma concha de H. haustellum, na área de sua columela.

## Habitat e distribuição geográfica
Haustellum haustellum ocorre em águas de profundidade rasa, podendo chegar da zona entremarés a até 90 metros, na zona nerítica. É espécie comum, distribuída pelo Indo-Pacífico e Pacífico Ocidental; da África Oriental, Madagáscar e Mar Vermelho, até o Sudeste Asiático, nordeste da Austrália (Queensland), Melanésia e Japão.